# Садиба на вулиці Саксаганського, 43
Садиба на вулиці Саксаганського, 43 — комплекс житлових будинків у Голосіївському районі міста Києва. Складається з двох споруд — головного будинку № 43 та флігеля № 43-б, зведених у 1890-х роках як прибуткові будинки. Садиба має статус пам'ятки архітектури місцевого значення (охоронний № 412).

## Історія
Садиба належала купцеві 1-ї гільдії Шмулю Айзековичу Модилевському та його матері, купчисі 2-ї гільдії Модилевській Басі Шліомовні. Обидва будинки садиби зведені за проєктом архітектора А. Краусса у 1890-х роках.

## Опис
Садиба складається з двох будинків — головного, що стоїть на червоній лінії забудови вулиці, та флігеля, розташованого у глибині садиби, паралельно головному будинку. Таке розміщення будівель на ділянці — типове для житлової забудови кінця XIX — початку XX століття. Головний будинок є яскравим зразком прибуткового будинку кінця XIX століття, флігель відрізняється вельми насиченим, як для подібної споруди, декоруванням.
Головний будинок (№ 43) зведений у 1896 році. Будівля чотириповерхова з напівпідвалом і високим цоколем, у плані Т-подібна, цегляна, фарбована, односекційна (на поверсі — по дві шестикімнатні квартири). Перекриття пласкі, дах двосхилий, бляшаний. Чоловий фасад симетричний, трьохосьовий, декорований у стилі історизму з елементами неоренесансу. Осі підкреслені розкріповками, фланкованими канелюрованими пілястрами та увінчаними трикутними фронтонами. У тимпанах фронтонів — ліпний декор із картушами та рослинними мотивами (в тимпані центрального в картуші додатково маскарон у вигляді жіночої голови). Додатковий акцент у розкріповках створюють рустоване оздоблення наріжжів на рівні другого поверху, здвоєні вікна з колонками в імпостах, на рівні четвертого поверху додатково прикрашені пишними ліпними вставками з рослинними мотивами в антревольтах та маскаронами у вигляді жіночих голів. Вікна прямокутні, прикрашені ліпними над- і підвіконними вставками із картушами та рослинним орнаментом, на четвертому поверсі — аркові, увінчані замковими каменями і декоровані ліпниною з рослинними мотивами в антревольтах. Завершує чоловий фасад карниз із пояском із дентикул і ліпним меандровим орнаментом, аналогічний мотив повторюється в аттиках фронтонів. Головний вхід розміщений по центральній осі будинку, дверний проріз фланкують колони коринфського ордера. Первісний вигляд чолового фасаду значно спотворений заскленими балконами різних типів.
Флігель (№ 43-б), зведений у 1890-х роках, — первісно триповерховий (четвертий поверх надбудований у 1930 році) з напівпідвалом, цегляний, фарбований, прямокутний у плані, односекційний, первинне планування — на 12 квартир. Перекриття пласкі, дах двосхилий, вкритий бляхою. Чоловий фасад на рівні перших трьох поверхів (що відповідає первісному об'єму будівлі) подібно до головного будинку декорований у стилі історизм з елементами неоренесансу. Симетричний, одноосьовий, центральну вісь підкреслює розкріповка, що на рівні третього поверху завершується лучковим фронтоном, під яким вміщена пишна ліплена композиція — голова Аполлона в оточенні пальмових гілок і волютоподібних пагонів. Вікна прямокутні, прикрашені ліпними над- і підвіконними вставками з рослинними мотивами, маскаронами у вигляді жіночих голів або меандром, у міжвіконних простінках на другому поверсі частково. Три центральних вікна на третьому поверсі — аркові, із ліпними вставками в антревольтах, фланковані напівколонами коринфського ордера з канелюрованими знизу фустами, аналогічні колонки розміщені на наріжжях фасаду на тому ж поверсі. Горизонтально фасад членують пояски, над третім поверхом — карниз, що завершував первісний, триповерховий об'єм. Карниз профільований, з дентикулами, прикрашеними акантом. Головний вхід розміщений на центральній осі та веде до сходової клітки, на правому фланзі первісно був проїзд на друге подвір'я, наразі перебудований під гараж. Четвертий поверх, надбудований значно пізніше, декору не має. Тильний фасад розчленований горизонтально гуртами, іншого оздоблення не має. Подібно до головного будинку балкони флігеля також здебільшого засклені, що псує первісний архітектурний задум.
У лютому 2020 року флігель садиби опинився в епіцентрі чергового будівельного скандалу: восени 2019 року на даху будинку власниця квартири на четвертому поверсі почала зводити велику надбудову над своєю квартирою, захопивши частину горища і даху, через будівельні роботи в стінах будинку з'явилися тріщини. Завдяки місцевим мешканцям ця історія за деякий час потрапила до ЗМІ, викликавши значний резонанс. У КМДА заявили, що дозволів на будівництво не видавали, і почали перевірку законності будівництва. 25 лютого керуюча компанія Голосіївського району розпочала демонтаж надбудови.

## Видатні мешканці
- Микола Бобрецький — зоолог, професор Київського університету, автор першого в Російській імперії підручника зоології. Мешкав у садибі з кінця XIX століття до своєї смерті у 1907 році[5].
- Олексій Коротньов — зоолог, професор кафедри зоології Київського університету. Жив у садибі в 1907—1913 роках[5].
- Дмитро Ракітін — архітектор, мешкав у садибі в 1910-х роках[5].
- Василь Таранухін — лікар-патолог, професор, завідувач кафедри судової медицини Київського університету. Проживав у садибі з 1910-х років до своєї смерті у 1920 році[5].

## Галерея

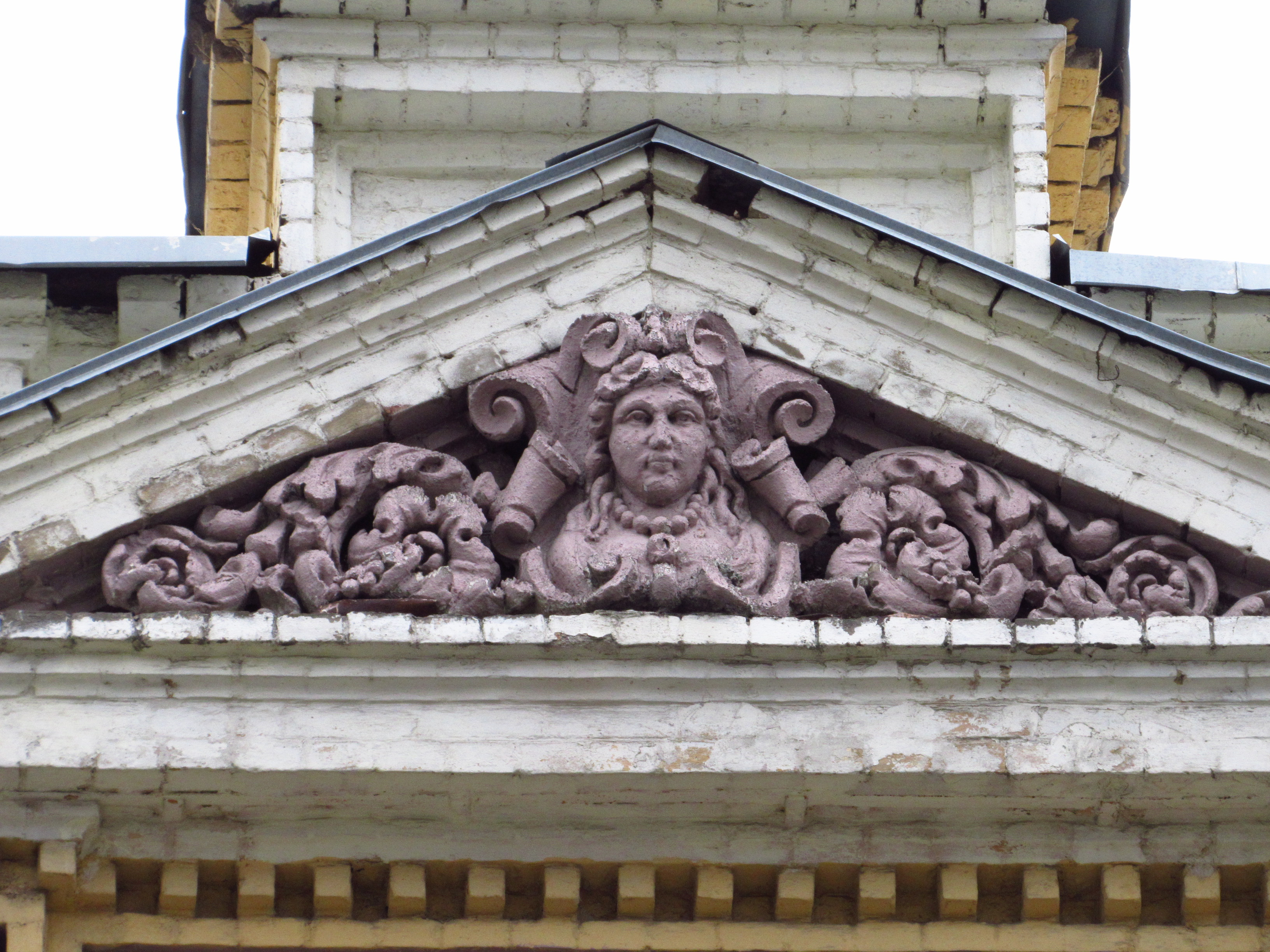
Тимпан центрального фронтону головного будинку № 43
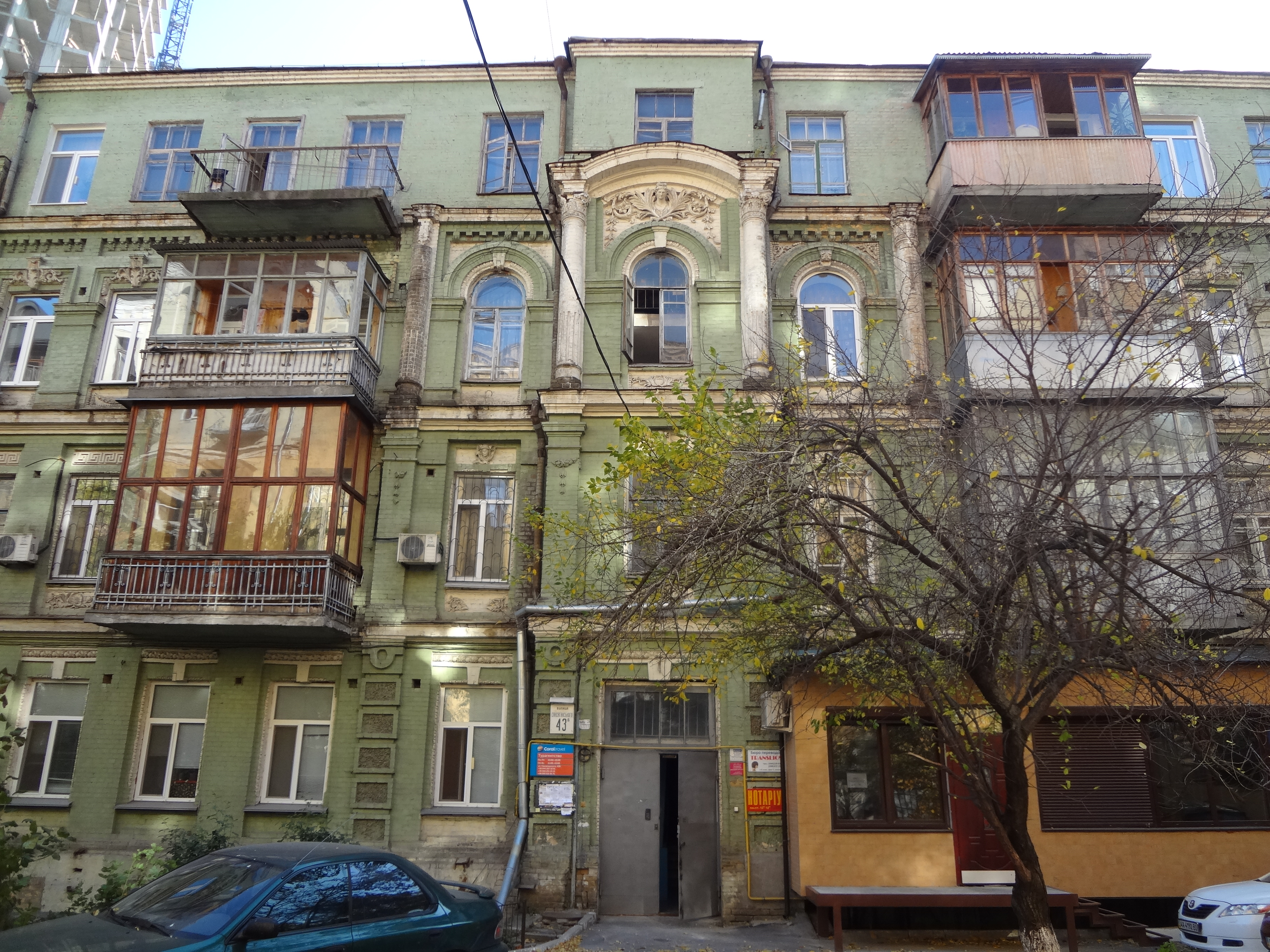
Флігель № 43-б